# Ileanta cariniscutis
Ileanta cariniscutis är en stekelart som beskrevs av Cameron 1909. Ileanta cariniscutis ingår i släktet Ileanta och familjen brokparasitsteklar. Inga underarter finns listade i Catalogue of Life.